# Isabel Yingüa Hernández
Isabel Yingüa Hernández Santos (nascida em 17 de julho de 1995) é uma nadadora paralímpica espanhola que disputa as provas da classe S10, campeã europeia em 2016.
Isabel é natural de Xian, da China.

## Carreira
Belén Fernández a treinou em 2012.
Nos Jogos Paralímpicos de Verão de 2012, em Londres, integrou a equipe nacional do revezamento 4x100 metros do atletismo com Sarai Gascón Moreno, Esther Morales e Teresa Perales, que terminou na quarta colocação. Já em provas individuais, Isabel não chegou à final.
Com apenas dezoito anos, participou do Campeonato Mundial do IPC.